# Alberto Bognanni
Alberto Bognanni (Roma, 2 agosto 1963) è un attore e doppiatore italiano.

## Biografia
Laureato all'Università La Sapienza di Roma in Lettere e Filosofia e diplomato all'Accademia d'arte drammatica "Pietro Scharoff" di Roma. Principalmente attore di teatro, cinema e fiction televisive, è anche doppiatore e protagonista di alcuni spot pubblicitari.
Nel 2000 si aggiudica il premio della critica "Charlot di Cabaret"; nel 2008 al Drake International Film Festival vince il Premio Massimo Troisi come migliore attore protagonista per l'interpretazione del film Ho ammazzato Berlusconi.
Dal 2000 si dedica al doppiaggio; tra i suoi vari doppiaggi, quello di Robert Carlyle in C'era una volta e di Dominic West in The Affair - Una relazione pericolosa.
Ha un figlio, Leandro, nato nel 2015, anch'esso doppiatore.

## Filmografia

### Cinema
- Cartavetrata, regia di Gabriele Fontana (1999)
- Cornetti al miele, regia di Sergio Martino (1999)
- E adesso sesso, regia di Carlo Vanzina (2001)
- Se fossi in te, regia di Giulio Manfredonia (2001)
- Due gemelle a Roma (When in Rome), regia di Steve Purcell (2002)
- Pontormo, regia di Giovanni Fago (2003)
- Surface, regia di Alessandro Tiberio (2004)
- Caino, regia di Claudio Giovannesi (2004)
- Non aver paura, regia di Angelo Longoni (2004)
- Schiuma d'onda, regia di Luigi Spagnol (2005)
- Saremo film, regia di Ludovica Marineo (2007)
- Ho ammazzato Berlusconi, regia di Gianluca Rossi e Daniele Giometto (2008)

### Televisione
- Linda e il brigadiere (1999)
- Ricominciare (1999)
- La squadra (2000)
- Cesare Borgia (2001)
- Vita a Pompei (2002)
- Incantesimo (2002)
- Cuori rubati (2002)
- Elisa di Rivombrosa (2003)
- Distretto di Polizia 4, episodi 4x01 e 4x02 (2003)
- Carabinieri (2004)
- Camera Café (2004)
- R.I.S. - Delitti imperfetti, episodio 1x07 (2005)
- La caccia (2005)
- Rex (2007)
- Romanzo criminale - La serie (2008)
- Don Matteo 7 (2009)
- Ho sposato uno sbirro 2 (2010)

## Doppiaggio

### Cinema
- Denis Ménochet in L'affido - Una storia di violenza, Only the Animals - Storie di spiriti amanti, Peter von Kant, As bestas, Sopravvissuti
- Tadanobu Asano in Thor, Thor: The Dark World, Thor: Ragnarok, 47 Ronin, Kate
- Fares Fares in The Absent One - Battuta di caccia, Conspiracy of Faith - Il messaggio nella bottiglia, Omicidio al Cairo, Paziente 64 - Il giallo dell'isola dimenticata
- Mark Ruffalo in Un pesce tra noi, Boston Streets, Nel paese delle creature selvagge
- Nicolas Cage in Primal-Istinto animale, Between Worlds - Vite parallele, Arcadian
- Kevin Durand in Svalvolati on the road, Robin Hood
- Don Cheadle in Miles Ahead, No Sudden Move
- Philippe Rebbot in Un amico molto speciale, L'amor flou - Come separarsi e restare amici
- Matthias Schoenaerts in Blood Ties - La legge del sangue, The Loft
- Nick Moran in Ashes and Sand, Missione vendetta
- Vincent Macaigne ne La legge della giungla, Mary
- Hwang Jung-min in Goksung - La presenza del diavolo
- Joe Pingue in Anon
- Ralph Fiennes in	Cime tempestose
- Colin Farrell in Falling for a Dancer
- Sting in Le due facce del male
- Charles Baker in El Camino - Il film di Breaking Bad
- Matthew Broderick in Las Vegas - Terapia per due
- Tom Green in Iron Sky - La battaglia continua
- Clive Owen in Il colpo - Analisi di una rapina
- Jason Statham in Redemption - Identità nascoste
- Robert Carlyle in Summer
- Alex O'Loughlin in Feed
- Hugh Jackman in Butter
- Woody Harrelson ne Il duello - By Way of Helena
- İlkay Akdağlı in Mio figlio
- Michael Shannon in Salt and Fire
- Sharlto Copley in Free Fire
- Topher Grace in Mona Lisa Smile
- Judah Friedlander in Chapter 27
- Jeffrey Donovan in Uno di noi
- Dariusz Chojnacki in Un'altra vita
- Saleh Sambo in Una madre, una figlia
- Lhakpa Dorji in Maghi e viaggiatori
- Lukasz Simlat in Broad Peak - Fino alla cima
- Inder Kumar in Wanted
- Gunnar Jónsson in Virgin Mountain
- Ólafur Darri Ólafsson in The Deep
- Kang-sheng Lee in Il gusto dell'anguria
- Sonu Sood in Dabangg
- Ni Dahong in Cliff Walkers - Senza via di fuga
- Han Jae-suk in A sangue freddo - Beyond Hypothermia
- Simon Rex in The Karate Dog
- Jacky Wu in Shark 2 - L'abisso
- Raphael Sbarge ne L'esorcista - Il credente
- Pat Healy in Killers of the Flower Moon
- Scott Grimes in Oppenheimer
- Bruce Springsteen in We Are The World: la notte che ha cambiato il pop
- Aurélien Chaussade ne Il caso Goldman
- Cha Seung-won in Guerra e rivolta
- William Houston in Misteri dal profondo
- Ricardo Esquerra in La mia più grande fan

### Serie televisive
- John Simm in Life on Mars, Doctor Who (2ª voce)
- Michael Kelly in Person of Interest, Taboo
- Jonathan Aris in Sherlock
- Dominic West in The Affair - Una relazione pericolosa
- David Rees Snell in The Shield
- Charles Baker in Breaking Bad
- Robert Carlyle in C'era una volta
- Jacob Ming-Trent in Watchmen
- Warwick Davis  in Life's Too Short
- Ryan Hurst in King & Maxwell
- Alex O'Loughlin in Three Rivers
- Édgar Ramírez in Carlos
- David Hyde Pierce in Frasier
- Danny Sapani in Penny Dreadful
- Nicolás Vázquez in Teen Angels
- Packy Lee in Peaky Blinders
- Richard Harrington in Hinterland
- Barry Ward in Britannia
- Jan Grundman in Martyisdead
- Mustafa Uğurlu in Tradimento
- Keith Allan in Z Nation
- Hwang Jung-min in Narcosantos
- Bradley Stryker in Il diavolo in Ohio
- William Houston in Mercoledì
- Lars Ranthe in L'uomo delle castagne
- Jeffrey Pierce in The Last of Us
- Tom Goodman-Hill in Humans
- Reha Özcan in Il dottor Alì

### Miniserie televisive
- Michael Park in Saint X
- Zahn McClarnon in Echo
- Rupert Penry-Jones in Those About to Die
- Julian Barratt in Knuckles
- Ricardo Federico García in L'eternauta

### Film d'animazione
- Ryū in Akira (doppiaggio 2018)[1]
- Williams in Battaglia per la Terra 3D
- Lee Chaolan in Tekken: Blood Vengeance
- Francesco Portinari in Dante's Inferno: An Animated Epic
- Tritannus in Winx Club - Il mistero degli abissi
- Eugene in Lost in Starlight
- Pan in Tom & Jerry: Il drago perduto[2]
- Rupert Garcia in Scooby-Doo e i pirati dei Caraibi
- Pig in Monkey King: The Hero is Back
- Steve in Flavors of Youth
- Narratore e Carmine in Dragon Ball Super - Super Hero
- Ottokar in Hui Buh
- Padre di Inu-ō in Inu-Oh
- Brontolo in Biancaneve (dialoghi)

### Serie animate
- Loki in Avengers Assemble, Ultimate Spider-Man, Hulk e gli agenti S.M.A.S.H., Marvel Super Hero Adventures
- Zepile e Welfin in Hunter × Hunter
- Geextah in X-DuckX
- Decim in Death Parade
- Starscream in Transformers
- Misaki (professore) in Alice Academy
- Krypto in Krypto the Superdog
- Floyd in Baby Looney Tunes
- Taurus e T-3000 in I Saurini e i viaggi del meteorite nero
- Tritannus in Winx Club
- Kevin in Il mio pesciolino rosso è cattivo
- Qilby in Wakfu
- Abelt Dessler in Star Blazers 2199
- Carl Crashman e C2 in Carl²
- Cedric in Sofia la principessa
- Capitan Turbot in PAW Patrol
- Dott. Due Cervelli in Word Girl
- Sebastiano in Heidi
- Satana in I Simpson
- Conte Limoncello (2°voce), Re Fiamma, Signor Volpe e James in Adventure Time
- Robot Del Parco in New Looney Tunes
- Frank Smith in China, IL
- Reiji Otogi in Witch Watch
- Achille in Ulisse. Il mio nome è Nessuno
- Kohachi Inugami in Kemono jihen
- Dott. Rusty Venture in The Venture Bros.
- Boss in Sakamoto Days
- Boss in Mr. Pickles
- Ippolito in Floopaloo (1ª voce)
- Doyle Blackwell in The Secret Saturdays
- Papino in Jellystone
- Marco in Kate e Mim-Mim
- Xavier Ramier in Miraculous - Le storie di Ladybug e Chat Noir
- Sammy Diesel in Super ladri
- Finn in Arcane
- Pluto in Pluto
- Kurz in Pinocchio and Friends.
- Jan in Looped - È sempre lunedì

### Videogiochi
- Taranvash in Elsword
- Charles Gregory in Binary Domain[3]
- Speckles in G-Force - Superspie in missione[4]
- Gremlin Sparks in Epic Mickey 2: L'avventura di Topolino e Oswald[5]
- Loki in Disney Infinity 2.0 (2014)[6]
- Cap'N'Turbot in PAW Patrol World (2023)[7]
- Banta Arano e Comandante Ota in UFO Robot Goldrake: Il banchetto dei lupi[8]